# هایدلبرگ، ویکتوریا
هایدلبرگ (به انگلیسی: Heidelberg) یک منطقهٔ مسکونی در استرالیا است که در ویکتوریا (استرالیا) واقع شده‌است.

## جستارهای وابسته

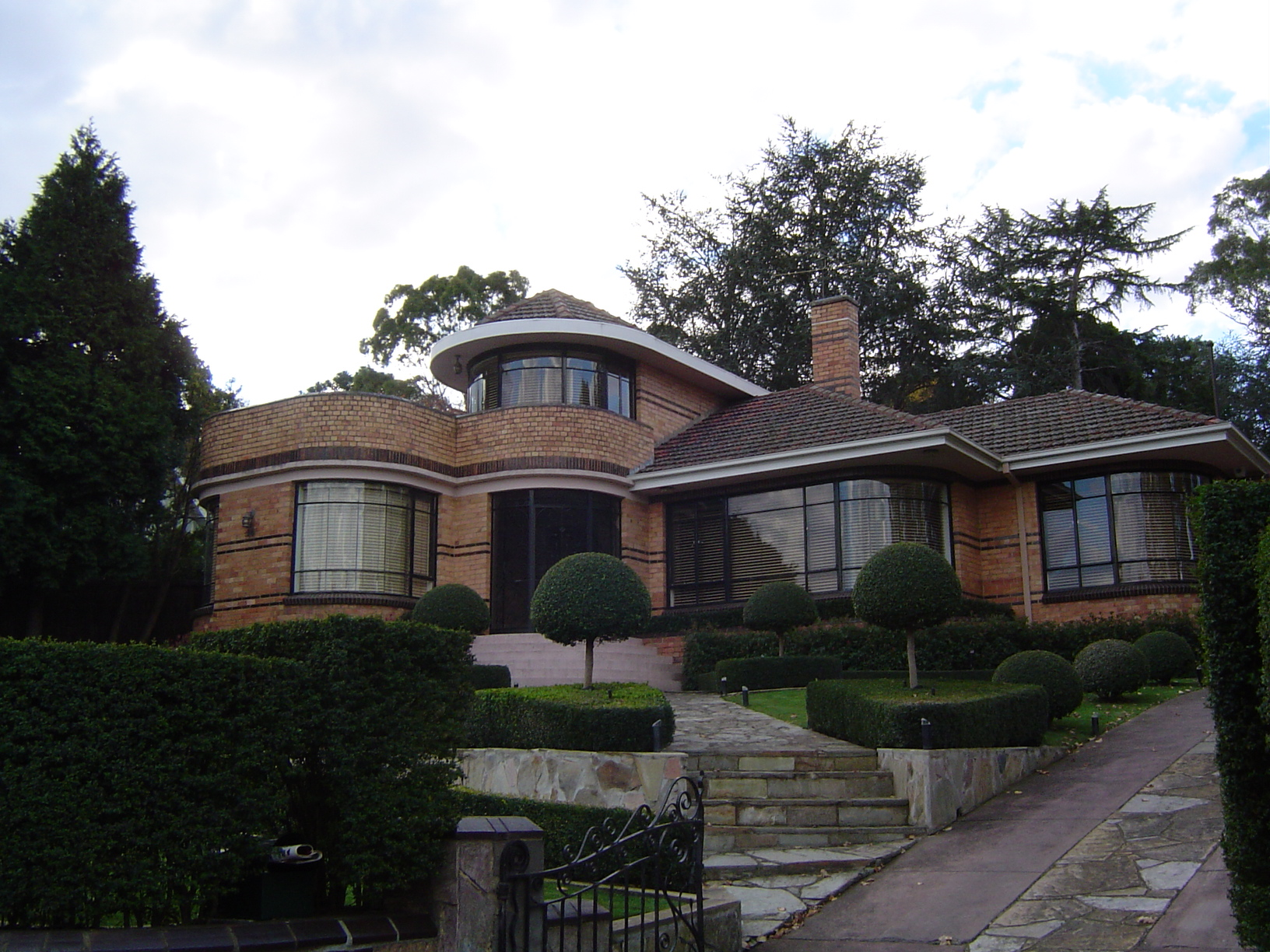
اقامتگاه هنر، نوع سبک منطقه است